# Sarah Nnodim
Sarah Nnodim (sinh ngày 25 tháng 12 năm 1995) là một cầu thủ bóng đá người Nigeria đang chơi cho Nasarawa Amazons trong Giải vô địch Phụ nữ Nigeria. Cô chơi trong vị thế đội tuyến quốc gia cho đội tuyển bóng đá quốc gia nữ Nigeria, trước đây đã từng là thành viên của đội bóng đá nữ U20 quốc gia, nơi đội tuyển của cô đã lọt vào trận chung kết World Cup FIFA U20 Bóng đá nữ 2014.

## Sự nghiệp

### Cấp Câu lạc bộ
Ở cấp độ câu lạc bộ, cô chơi cho Nasarawa Amazons trong Giải vô địch Bóng đá nữ Nigeria.

### Cấo độ quốc gia, quốc tế
Nnodim là một cầu thủ đã từng đại diện cho Nigeria ở tất cả các cấp phân tuổi bóng đá nữ. Cô từng chơi World Cup FIFA U17 Bóng đá nữ tổ chức vào năm 2010 và 2012 cũng như World Cup FIFA U20 Bóng đá nữ 2014. Tại giải đấu này, cô là một thành viên của đội bóng lọt vào trận chung kết nhưng để thua Đức.
Cô được thăng cấp vào đội hình đội tuyển bóng đá nữ quốc gia Nigeria sau giải đấu đó, khi cô có tên trong danh sách đội hình 33 nữ cầu thủ dự kiến tham gia Giải vô địch nữ châu Phi 2014 với tư cách là một trong bốn cầu thủ "Falconets" đã chuyển sang "Super Falcons". Huấn luyện viên Edwin Okon nói vào thời điểm bốn người, "Họ đã mời đến và "tranh giành" áo đấu với những cầu thủ được được triệu tập khác và tôi tin tưởng mạnh mẽ rằng họ sẽ chứng minh cho lời triệu tập này."
Ở cấp độ đội tuyển quốc gia, cô là một thành viên của đội bóng tham gia kỳ World Cup FIFA Bóng đá nữ 2015. Cô đã bị đuổi khỏi trận đấu cuối cùng của Nigeria trong giải đấu, khi họ thua Hoa Kỳ với tỷ số 1-0 trong trận đấu thứ ba của vòng bảng. Lý do cô rời khỏi sân là do nhận được hai thẻ vàng, cả hai đều với lý do chơi tiểu xảo từ sau lưng đối thủ. Việc cô rời sân khiến đội tuyển Nigeria còn lại 10 nữ cầu thủ trong 20 phút cuối cùng của trận đấu sau khi cô hạ gục cầu thủ người Mỹ Sydney Leroux.